# Teatro Mahen
Il Teatro Mahen (Ceco: Mahenovo divadlo) è un teatro ceco, situato nella città di Brno. Il Teatro Mahen, costruito come il tedesco Deutsches Stadttheater nel 1882, è stato uno dei primi edifici pubblici al mondo interamente illuminato da energia elettrica. Fu costruito in una combinazione di stili architettonici neorinascimentale, neobarocca e neoclassica.

## Storia
Il teatro cittadino Reduta a Brno fu raso al suolo da un incendio nel 1870 e il consiglio comunale decise di costruire un nuovo edificio teatrale in breve tempo. Grazie agli sforzi dell'allora sindaco Gustav Winterholler, fu presa la decisione di costruire un teatro più grande e migliore al posto della Obstplatz (l'odierna piazza Malinovský). L'incarico fu assegnato al rinomato studio di architettura viennese Fellner e Helmer. Lo studio era specializzato in progetti di edifici teatrali. Intorno al 1880 il loro moderno tipo di edificio teatrale era considerato un modello.

## Installazone dell'impianto elettrico e inaugurazione
Thomas Edison non presenziò all'installazione dell'apparecchiatura, visitò Brno solo 25 anni dopo.
Il teatro fu inaugurato il 14 novembre 1882 con l'ouverture festiva La consacrazione della casa di Ludwig van Beethoven. La celebrazione dell'apertura proseguì con la commedia U paní Bruny scritta dal direttore del teatro tedesco, Adolf Franckel e si concluse con l'Egmont di Goethe.
Inizialmente il Teatro Mahen era un teatro d'opera tedesco e si chiamava Deutsches Stadttheater (Teatro cittadino tedesco). Nel 1918, dopo la prima guerra mondiale, passò nelle mani del neonato stato cecoslovacco. Fu ribattezzato Divadlo na Hradbách (Teatro sulle mura della città) e il primo consigliere drammatico divenne il romanziere e drammaturgo Jiří Mahen, da cui il teatro prende il nome dal 1965.

## Ricostruzione del teatro
Nel 1936 il teatro fu in gran parte ricostruito dalla compagnia Kolben - Daněk. Grazie alla ricostruzione, divenne uno degli edifici teatrali più moderni della Cecoslovacchia.
L'odierno Teatro Mahen servì principalmente come teatro d'opera, fino alla costruzione del Teatro Janáček nel 1965. Qui furono rappresentate in anteprima cinque delle ultime opere di Leoš Janáček, così come il balletto Romeo e Giulietta di Sergej Prokof'ev. Dal 1965 il teatro è la sede dell'ensemble drammatico del Teatro Nazionale di Brno.
Parti del cablaggio originale sono esposte nel foyer del teatro (a partire dal 2009). Il Teatro Mahen è stato proclamato uno dei Monumenti Tecnici Nazionali della Repubblica Ceca.

## Prime importanti
- Káťa Kabanová (Leoš Janáček) (1922)
- La piccola volpe astuta (Leoš Janáček) (1924)
- L'affare Makropulos (Leoš Janáček) (1926)
- Da una casa di morti (Leoš Janáček) (1930)
- Romeo e Giulietta (Sergej Prokof'ev) (1938)
- Destino (Leoš Janáček) (1958)